# Dimorphodon
Dimorphodon var ett släkten med kortsvansade flygödlor levde för 180-200 miljoner år sedan under sen jura till äldre Jura period. Släktets typart D. macronyx, som upptäcktes paleontologien och Richard Owen år 1859.